# Tawanna Dillahunt
Tawanna Dillahunt est une informaticienne américaine basée à l'école informatique de l'Université du Michigan. Elle dirige le Groupe d'Innovations sociales (Social Innovations Group) un groupe de recherche qui conçoit, construit et améliore les technologies pour résoudre les problèmes du monde réel. Ses recherches ont été citées plus de 2 700 fois selon Google Scholar.

## Éducation
Tawanna Dillahunt est née en Caroline du Nord et a obtenu son Bachelor de Science en génie informatique à la Université d'État de la Caroline du Nord en 2000. Elle a obtenu un  Master de Sciences à l'Institut Supérieur des Sciences et Technologies de l'Oregon en 2005. Elle a obtenu son Master de Sciences à l'Université Carnegie Mellon en 2011 ainsi que son doctorat en 2012. Elle a rejoint la faculté d'informatique de l'Université du Michigan en 2013.

## Carrière et recherche
Tawanna Dillahunt a travaillé dans les domaines de l'interaction homme-machine, de l'informatique ubiquitaire, du travail collaboratif assisté par ordinateur et de l'informatique sociale. Elle a reçu le prix inaugural Skip Ellis Early Career Award de la Computing Research Association (en). Elle a reçu la bourse de doctorat Fran Allen IBM, la bourse Richard Tapia et la bourse de doctorat IBM. Elle est boursière Kavli de l'Académie nationale des sciences.
Elle est surtout connue pour son travail de conception et d'évaluation de technologies liées au chômage, à la durabilité environnementale et à la culture technique. Elle a reçu plusieurs subventions de la National Science Foundation pour soutenir son travail,,,. Plus récemment, elle a reçu une bourse pour étudier les obstacles au transport dans les communautés urbaines et rurales mal desservies du Michigan. Elle a créé de nombreux outils technologiques qui mènent à des stratégies pour mieux orienter les populations marginalisées vers des opportunités de carrière,,,,,. De plus, elle est membre du corps professoral du programme Science, Technologie et Politique Publique (STPP) de la faculté de politique publique Gerald R. Ford de l'Université du Michigan.

## Travaux
- Froehlich, J., Dillahunt, T., Klasnja, P., Mankoff, J., Consolvo, S., Harrison, B. et Landay, JA (avril 2009). UbiGreen : enquête sur un outil mobile pour suivre et soutenir les habitudes de transport écologique. Dans Actes de la conférence sigchi sur les facteurs humains dans les systèmes informatiques (p. 1043-1052). (Cité 726 fois, selon Google Scholar[17]. )
- Dillahunt, TR et Malone, AR (2015, avril). La promesse de l'économie du partage parmi les communautés défavorisées. Dans Actes de la 33e conférence annuelle de l'ACM sur les facteurs humains dans les systèmes informatiques (p. 2285-2294). (Cité 335 fois, selon Google Scholar [17] )
- Dillahunt, TR (2014, avril). Favoriser le capital social dans les communautés en difficulté économique. Dans Actes de la conférence SIGCHI sur les facteurs humains dans les systèmes informatiques (p. 531-540).
- Dillahunt, T., Wang, Z. et Teasley, SD (2014). Démocratiser l'enseignement supérieur : Explorer l'utilisation des MOOC parmi ceux qui n'ont pas les moyens de suivre une éducation formelle. Revue internationale de la recherche sur l'apprentissage ouvert et distribué, 15(5), 177–196.